# Nicòmac d'Atenes
Nicòmac (en llatí Nicomachus, en grec antic Νικόμαχος "Nikómakhos") fou un escrivà o escriba (γραμματεύς) atenenc que va arribar a ciutadà des d'un origen servil, segons un discurs de Lísies contra ell.
Segons diu Lísies, li va ser encarregada la transcripció de les lleis de Soló i se li va donar un termini de quatre mesos, però amb diverses excuses va allargar la feina a sis anys, i va negociar interpolacions i omissions a les lleis amb el que va fer un bon negoci. Especialment beneficiat en va ser el partit oligàrquic pel quual va elaborar una llei que donava al consell el poder per supervisar el judici sobre l'ofensa de Cleofó que va acabar amb la seva sentència de mort, l'any 405 aC. Tot i així va haver de fugir d'Atenes sota el govern dels Trenta tirans. Al restabliment de la democràcia va continuar amb la mateixa feina però es van denunciar les seves falsificacions i va ser portat a judici.
Podria ser el mateix Nicòmac que Aristòfanes menciona a Les granotes, del que diu que era un comissionista (ποριστης) (proveïdor), i que un dels seus negocis era cobrar sumes desorbitades pels subministraments. Isòcrates parla d'un Nicòmac de Bate, potser aquest mateix, que va exercir d'àrbitre en un cas de propietats derivat de les accions dels Trenta tirans.